# Alix Bidstrup
Alix Bidstrup es una actriz australiana, más conocida por haber interpretado a Amy Fielding en la serie All Saints.

## Biografía
Alix nació en Toowoomba y creció en Jandowae, un remoto pueblo al sudeste de Queensland. Es la mayor de tres hermanos, tiene una hermana y un hermano. 
Se graduó de Glennie en el 2000 y en el 2008 completó una licenciatura en artes escénicas (actuación), en la Universidad del Sur de Queensland en Toowoomba. 
Alix es la nueva Embajadora de "Salva la Selva" y ayudó a organizar un viaje de rescate orangután en Sumatra.

## Carrera
Alix ha aparecido en varias obras de teatro. 
Su primer papel importante llegó en el 2008 cuando se unió al elenco de la exitosa serie australiana All Saints donde interpretó a la dulce, compasiva, energética y orgullosa Enfermera Amy Fielding, hasta el final del programa en el 2009.
En el 2009 fue una de los muchos voluntarios que ayudaron a hacer el Dreaming Festival en Woodford.
Ese mismo año se fue de tour por Australia Occidental con el guitarrista Nathan Kaye.
En el 2012 apareció como invitada en la serie Tricky Business donde dio vida a Alyssia.

## Carrera musical
Alix también es cantante y compositora. 
En el 2008 cantó "Let's Kick Some Stars Tonight" en el Teletón de Perth. 
En el 2009 cantó "Closer To Me" y "Even When I'm Sleeping" de Leonardo's Bride en el Didgeridoo Breath en Fremantle.

## Filmografía
Series de televisión
| Año         | Título          | Personaje              | Notas                        |
| ----------- | --------------- | ---------------------- | ---------------------------- |
| 2012        | Tricky Business | Alyssia                | episodio "Love Bites"        |
| 2011        | Sea Patrol      | Laurel Andrews         | episodio "Crimes of Passion" |
| 2008 - 2009 | All Saints      | Enfermera Amy Fielding | 46 episodios                 |

Películas
| Año  | Título           | Personaje | Notas                           |
| ---- | ---------------- | --------- | ------------------------------- |
| 2011 | The Crimson Room | Ellie     | corto - junto a Ashley Zukerman |

Teatro
| Año  | Obra                             | Personaje              | Director                   | Teatro | Notas                                |
| ---- | -------------------------------- | ---------------------- | -------------------------- | ------ | ------------------------------------ |
| 2007 | Macbeth                          | Malcolm                | Scott Alderdice            | -      | junto a Edward Foy & Lauren O'Rourke |
| 2007 | Sonnets at Breakfast             | Varios                 | Kate Foy & Scott Alderdice | -      | -                                    |
| 2007 | Ceremony                         | Rebecca                | Richard Jasek              | -      | -                                    |
| 2007 | Funeral Rights                   | Alex                   | Richard Jasek              | -      | -                                    |
| 2006 | Twilight Dreaming                | Underworld Spirit      | Scott Alderdice            | -      | -                                    |
| 2006 | Emma                             | Jane Fairfax - Various | Joanna Butler              | -      | -                                    |
| 2006 | Mother Courage                   | Mother Courage         | Scott Alderdice            | -      | -                                    |
| 2006 | The Vagina Monologues            | Various                | Ally Stapleto              | -      | -                                    |
| 2006 | Blackbox Shakespeare School Tour | Juliet - Viola         | Kate Foy                   | -      | -                                    |

Apariciones
| Año         | Programa | Notas                                                              |
| ----------- | -------- | ------------------------------------------------------------------ |
| 2008 - 2009 | Telethon | 2 episodios - del 4 de octubre del 2009 y del 4 de octubre de 2008 |